# Морис Вердонк
 Морис Вердонк (хол. Maurice Verdonck; 1873 — ?) био је белгијски веслач, учесник Летњих олимпијских игара 1900. Био је члан белгијског Краљевског наутичког клуба Гент из Гента, са којим је наступао на Олимпијским играма 1900. у Паризу.
На Олимпијским играма 1900. такмичио се у трци осмераца. Посаду осмерца су чинили:Жил де Бишоп, Проспер Бругеман, Оскар де Сомвил, Оскар де Кок, Морис Хемелсут, Марцел ван Кромбруге, Франк Одберг, Морис Вердонк и Алфред ван Ландегем (кормилар). У финалној трци резултатом 6:13,8 мин. освојили су друго место.